# Граб Чоноски
Граб Чоноски (лат. Carpinus tschonoskii) — вид лиственных деревьев из рода Граб (Carpinus) семейства Берёзовые (Betulaceae).
Культивируется с 1894 года. На территории России неизвестен.

## Название
Вид был описан в 1881 году российским ботаником Карлом Ивановичем Максимовичем (1827—1891) и назван им в честь японского ботаника Сугавы Тёносукэ (Chōnosuke Sugawa, другой вариант написания — Tschonoski Sukawa; 須川長之助, 1842—1925), который был верным помощником Максимовича во время его работы в Японии.

## Распространение и экология
В природе ареал вида охватывает Китай, Японию и Корейский полуостров.
Произрастает в горных лесах.

## Ботаническое описание
Дерево высотой до 15 м. Молодые ветки и черешки листьев мягковолосистые.
Листья овально-эллиптические до продолговато-овальных, длиной 4—9 см, заострённые, в основании округлые, тонко-пильчатые, молодые опушённые с обеих сторон, позже волосистые только по жилкам снизу.
Пестичные серёжки длиной 5—7 см, с опушёнными осью и ножкой. Прицветные чешуи яйцевидные до ланцетных, острые, зубчатые по одной стороне, с маленькой лопастью при основании и цельнокрайные по другой стороне.
Плод — голый орешек.

## Таксономия
Вид Граб Чоноски входит в род Граб (Carpinus) подсемейства Лещиновые (Coryloideae) семейства Берёзовые (Betulaceae) порядка Букоцветные (Fagales).
|  |                                      |  |                                                             |                                                             |                     |  | ещё 7 семейств (согласно Системе APG II) | ещё 7 семейств (согласно Системе APG II)                   |                                                            |  |  |  | ещё 3 рода   | ещё 3 рода       |  |  |
|  |                                      |  |                                                             |                                                             |                     |  | ещё 7 семейств (согласно Системе APG II) | ещё 7 семейств (согласно Системе APG II)                   |                                                            |  |  |  | ещё 3 рода   | ещё 3 рода       |  |  |
|  |                                      |  |                                                             | порядок Букоцветные                                         |                     |  |                                          |                                                            | подсемейство Лещиновые                                     |  |  |  |              | вид Граб Чоноски |  |  |
|  |                                      |  |                                                             | порядок Букоцветные                                         |                     |  |                                          |                                                            | подсемейство Лещиновые                                     |  |  |  |              | вид Граб Чоноски |  |  |
|  | отдел Цветковые, или Покрытосеменные |  |                                                             |                                                             | семейство Берёзовые |  |                                          |                                                            | род Граб                                                   |  |  |  |              |                  |  |  |
|  | отдел Цветковые, или Покрытосеменные |  |                                                             |                                                             |                     |  |                                          |                                                            |                                                            |  |  |  |              |                  |  |  |
|  |                                      |  | ещё 44 порядка цветковых растений (согласно Системе APG II) | ещё 44 порядка цветковых растений (согласно Системе APG II) |                     |  |                                          | ещё одно подсемейство, Берёзовые (согласно Системе APG II) | ещё одно подсемейство, Берёзовые (согласно Системе APG II) |  |  |  | ещё 40 видов |                  |  |  |
|  |                                      |  |                                                             | ещё 44 порядка цветковых растений (согласно Системе APG II) |                     |  |                                          |                                                            | ещё одно подсемейство, Берёзовые (согласно Системе APG II) |  |  |  |              |                  |  |  |